# Carlo Grassi
Carlo Grassi, auch De Grassis, (* 1520 in Bologna; † 25. März 1571 in Rom) war ein Kardinal der katholischen Kirche.

## Leben
Grassi stammte aus einer Bologneser Senatorenfamilie, seine Eltern waren Giannantonio Grassi and Diana Grati. Er war ein Großneffe des 1511 zum Kardinal erhobenen Achille Grassi. Nach dem Studium an der Universität Bologna, das er 1557 mit einem Doktorgrad utriusque iuris abschloss, wurde er zum Subdiakon geweiht und 1550 in das Kathedralkapitel von Bologna aufgenommen. Im Jahr 1554 wurde er Geheimkämmerer Seiner Heiligkeit.
Am 20. Dezember 1555 wurde Carlo Grassi zum Bischof von Montefiascone und Corneto ernannt. Während der Sedisvakanz 1559–1560 war er Gouverneur von Rom und wurde danach zum Gouverneur von Umbrien und Perugia bestellt. Er nahm vom 11. November 1562 bis zu dessen Ende am Konzil von Trient teil und war danach Mitglied der Kommission, welche die Beschlüsse des Konzils auszuführen hatte.
Papst Pius V. kreierte Grassi im Konsistorium vom 17. Mai 1570 zum Kardinal, worauf er 9. Juni 1570 den Kardinalshut empfing und als Kardinalpriester der Titelkirche Sant’Agnese in Agone installiert wurde. Der Papst betraut Kardinal Grassi mit der Aufgabe, die Unterstützung der Republik Venedig und des Königreichs Spanien gegen die Türken zu gewinnen, zudem sollte er einige Reformen in der Römischen Kurie durchführen.
Kardinal Grassi starb am 25. März 1571 und wurde in der römischen Kirche Santa Trinità dei Monti beigesetzt.